# Ортвін Сарапу
Ортвін Сарапу (ест. Ortvin Sarapuu, англ. Ortvin Sarapu, нар. 20 січня 1925, Нарва, Естонія — пом. 13 квітня 1999, Окленд, Нова Зеландія) — естонський та новозеландський шахіст. 
Чемпіон Австралії (1957–1959) і 20-разовий чемпіон Нової Зеландії. Найсильніший шахіст Нової Зеландії післявоєнних років. Нагороджений Орденом Британської імперії за внесок у розвиток шахів. Міжнародний майстер (1966).
Успішно виступив у відбірковому циклі 1966–1969 років: посів 1-2-е місця на зональному турнірі в Окленді (1966), що дозволило йому взяти участь у міжзональному турнірі в Сусі (1967). Виступив за збірну Нової Зеландії на 10 шахових олімпіадах.
У період з 1952 до 1990 року 20 разів посідав чисте або поділене перше місце в чемпіонаті Нової Зеландії.